# いのちの木陰
「いのちの木陰」（ - こかげ）は、2010年11月24日に発売された佐良直美のシングル。英語表記は「The Shade of the Tree（ザ・シェード・オブ・ザ・ツリー）」。発売元はビクターエンタテインメント。規格品番はVICL-36620。

## 解説
1960年代から1980年代に渡ってテレビタレント活動や歌手活動を行い、その後現役を退いた佐良直美の歌手復帰作となった、およそ27年ぶりのシングルである。佐良にとって21世紀初めてのシングル盤であるとともに、シングルレコードからCDシングルへの変換期を挟んで、初めて新作としてCDのみで発売されたシングル盤でもある（旧譜のCDシングル化は除く）。音楽配信もなされた。
CD帯のコピー：27年ぶり、さりげなくニューシングル。
本人がインタビューで語った話によると、活動停止以降度々復帰コールを受けた一方、歌手活動の再開は固辞していたが、2010年正月にあらためて芸能活動時以来の知人から歌手復帰話を持ちかけられた際、「渋谷毅先生が作ってくださるなら」と返答したところ、本当に渋谷毅作曲の楽曲が用意されたとのことである。作詞の山川啓介は復帰におけるニュースの中で、「佐良さんの広げた両手やおおらかな愛情は、目に見えない木陰」とのコメントを寄せている。
レコーディングは2010年夏に行われ、現場にはテレビドラマ『ありがとう』で佐良を主演に起用した石井ふく子プロデューサーも立ち会った。佐良自身は「恥ずかしい」との理由で、インディーズから別歌手名義で発売するつもりでいたが、石井にその旨を告げた際、「メジャーから佐良直美として出しなさい」と言われた、と発言している。本シングルの3、4曲目に収録された英語歌詞バージョンの歌手名「Maggie Kim（マギー・キム）」が、インディーズで使用するつもりだった名義である。尚、本芸名は飼い犬2匹の名前から取ったもの。 
本シングルと同時に、1980年代までのシングルレコードA面曲をCD3枚にまとめたベスト・アルバム『GOLDEN☆BEST deluxe 佐良直美 コンプリート・シングルス+ヒット・カバー・コレクション』（VICL-63577/9）が発売された。本ベスト・アルバムは元々同年9月15日に発売と告知されていたもの。発売直前に延期が発表されたが、その後佐良の歌手復帰が公に発表され、結果的に同時発売される運びとなった。シングルのCD帯にはベスト・アルバムのインフォメーションが、アルバムのCD帯にはシングルのインフォメーションがそれぞれ記載されている。
ジャケット絵のクレジットは「佐良坡南」と記載されているが、これは佐良の飼い犬である。また石川県金沢市などで撮影されたミュージック・ビデオも制作された。CDパッケージの裏ジャケットに本人の近影を掲載。ジャケット裏面記載の歌詞のほか、別紙で楽譜付歌詞シートが別途封入されている（日本語歌詞のみ）。
発売から約1年後、2011年9月25日放送予定のドラマ『居酒屋もへじ』（TBS）の主題歌へと起用されることが発表された。ドラマのプロデューサーであり、レコーディングにも立ち会った石井ふく子の強い希望で実現したという。

## 収録曲
1. いのちの木陰（3:42）
  - 作詞: 山川啓介、作曲・編曲: 渋谷毅、歌: 佐良直美
2. 銀河の子守唄（3:30）
  - 作詞: 山川啓介、作曲・編曲: 渋谷毅、歌: 佐良直美
3. The Shade of the Tree（いのちの木陰）（3:42）
  - Lyrics: Tiger Mountain・Orenda Midwell・Lauren McCall、Music: Hatch Strong、Song by Maggie Kim
4. Lullaby of the Milky Way（銀河の子守唄）（3:30）
  - Lyrics: Tiger Mountain・Orenda Midwell・Lauren McCall、Music: Hatch Strong、Song by Maggie Kim
5. いのちの木陰（オリジナル・カラオケ）（3:42）
6. 銀河の子守唄（オリジナル・カラオケ）（3:29）